# Dananéens
Ne doit pas être confondu avec Danéens.
 (août 2023).
Si vous disposez d'ouvrages ou d'articles de référence ou si vous connaissez des sites web de qualité traitant du thème abordé ici, merci de compléter l'article en donnant les références utiles à sa vérifiabilité et en les liant à la section « Notes et références ».
 (septembre 2023).
Améliorez-le ou discutez des points à vérifier. 

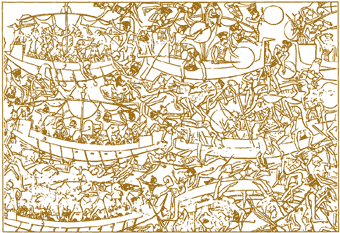
Bas-relief du temple de Médinet Habou.

Selon la mythologie grecque, les Dananéens (aussi appelé Denyen) quittent l'Atlantide pour s'établir sur l'île de Rhodes (dite alors l'« île à serpents »).
Ce peuple vénère une déesse nommée Dana, dont la représentation graphique est une lune doublée d'un serpent. Or, comme Chypre était appelée Danan par les anciens Égyptiens, ils pourraient également s'être installés sur cette île.
Les magiciens dananéens sont appelés des Telchines. Selon l'historien grec Diodore, ces magiciens ont le pouvoir de guérir, de modifier les conditions météo et peuvent aussi se métamorphoser comme bon leur semble.
Si actuellement on ignore encore leur origine, les Dananéens semblent originaires du nord de l’Oronte (Hattay).

## Traces dans l'histoire
Différentes sources antiques mentionnent les Dananéens. Outre la Grèce, on retrouve également leurs traces sur des inscriptions égyptiennes datant de Ramsès III.

« On établit un camp en un lieu unique, le pays d’Amourrou. (...) L’ensemble (de ces peuples) comprenaient les Philistins, les Tekker, les Sicules, les Dananéens, les Oua-shasha. Tous ces peuples étaient rassemblés, leurs mains sur les pays, jusqu’au cercle de la terre. »

— Ramsès III contre les peuples de la mer, an 8, XXe dynastie.

« Les peuples de la mer comprennent les Eqwesh, les Luka, les Shekelesh, les Sherden et les Teresh. - Parmi eux se trouvaient comme alliés les Peleset, les Thekker, les Shekelesh, les Denyen et les Weshesh. Ils mirent la main sur tous les pays jusqu'aux lisières de la terre... »

— Stèle de Mérenptah - 2e pylone de Médinet Habou.
Les Denyen sont en fait peut-être les Danaoï (Danéens) homériques, les Tuatha Dé Danann irlandais et les Danavas védiques. De même, il semble possible que les Denyen soient la tribu de Dan de la tradition hébraïque.
L'histoire des Dananéens est donc intimement liée aux invasions des Peuples de la mer du XIIIe siècle au XIIe siècle. C'est principalement par les Égyptiens que l'on peut les retrouver.
Les inscriptions égyptiennes suggèrent que les Grecs ont fait partie des Peuples de la mer ayant attaqué l'Égypte à la fin du IIe millénaire av. J.-C. Ces Grecs seraient originaires d'Argolide, dans le nord-est du Péloponnèse.

## Sources égyptiennes
Selon les textes du Nouvel Empire, les Danuna sont considérés comme le groupe principal des peuples de la mer. Ils sont notamment connus des Égyptiens et des Hittites. Dans les sources historiques, ils sont connus sous d'autres noms, comme Denyen, Danunites, Danaoi, Danaus, Danaids, Dene, etc.
Le texte le plus ancien les mentionnant est la lettre trouvée à Amarna (Lettre  d'Amarna EA151, datant du milieu du XIVe siècle), d'un vassal du pharaon Akhenaton : le roi de la cité phénicienne de Tyr, Abimilki. Elle signale la mort du roi des Danuna et le couronnement de son frère, le pays restant en paix.
Ils réapparaissent ensuite durant le règne de Ramsès III en -1188 (temple de Médinet Habou). Un bas-relief présente les Danuna comme une confédération créée entre les Philistins, les Tjeker, les Shelelesh, les Denyen et les Weshesh en vue d'attaquer l'Égypte.
Le dernier texte égyptien contenant leur trace est l'Onomasticon d'Aménémopé (XXe dynastie, mais le texte date de la XXIIe dynastie). Il mentionne les Dene, et Gardiner suggère de les identifier aux Danuna, ou Danaoi (tribu vivant dans les plaines d'Argos).
Comme on peut s'en apercevoir, l'origine des Dananéens est encore très incertaine.

## Représentation des Dananéens
Après sa guerre contre les peuples de la mer, Ramsès III souligne sa victoire par des textes au temple funéraire de Médinet-Habou. Ce temple contient aussi un grand relief (ornement d'un des murs extérieurs) détaillant une bataille navale. Des descriptions identifient clairement les différentes tribus des peuples de la mer, et le souci du détail des artistes égyptiens aidant, il est aisé de reconnaître chacun des groupes.
Les Dananéens sont les plus représentés de l'ensemble des peuples. Ils ont le visage rasé, avec le profil caractéristique des anciens habitants de la Grèce. Leur coiffe est un cimier : un bonnet adapté au crâne, retenu à la tête par un bandeau, et rehaussé de plumes dressées.
Les reliefs les représentent encore comme voyageant sur des bateaux à proue et poupe en forme de tête d'oiseau, ou sur des chariots à roues pleines traînés par des bœufs.